# Silvio Mondinelli
Silvio Mondinelli (* 24. června 1958) je italský horolezec. V roce 2007 stal šestnáctým mužem, kterému se podařilo zdolat všechny osmitisícovky, a sedmým, kterému se to povedlo bez použití umělého kyslíku.
Narodil se nedaleko města Brescia v Lombardii. Ve svých dvaceti letech nastoupil na vojnu a byl převelen do oblasti Valle d'Aosta na hranicích mezi Itálií a Švýcarskem. Brzy se začal zajímat o horolezectví a začal sám podnikat výstupy v Alpách. Roku 1981 se stal horským vůdcem a o tři roky později začal jezdit na expedice do Jižní Ameriky. V roce 1993 dokázal vylézt na svůj první osmitisícový vrchol Manáslu. Nejúspěšnějším rokem byl pro Mondinelliho rok 2001, kdy během půl roku vystoupil na 4 osmitisícovky - Mount Everest, Gašerbrum I, Gašerbrum II a Dhaulágirí. Na svou poslední osmitisícovku Broad Peak úspěšně vylezl roku 2007. Mondinelli vyznává takzvaný čistý styl lezení, tedy alpským stylem a bez umělého kyslíku. Založil spolek "Přátel Monte Rosy", nabádá k odpovědnosti vůči horám a lidem, kteří v nich žijí a podporuje Šerpy. Pomáhá však i ostatním horolezcům. V současnosti plánuje další výstupy po celém světě, které chce uskutečnit novými trasami.

## Úspěšné výstupy na osmitisícovky
- 1993 Manáslu (8163 m)
- 1996 Šiša Pangma (8013 m)
- 1997 Čo Oju (8201 m)
- 2001 Mount Everest (8849 m)
- 2001 Gašerbrum II (8035 m)
- 2001 Gašerbrum I (8068 m)
- 2001 Dhaulágirí (8167 m)
- 2002 Makalu (8465 m)
- 2003 Kančendženga (8586 m)
- 2004 K2 (8611 m)
- 2005 Nanga Parbat (8125 m)
- 2006 Annapurna (8091 m)
- 2006 Lhoce (8516 m)
- 2007 Broad Peak (8047 m)
- 2010 Mount Everest (8849 m)

## Další úspěšné výstupy
- 1994 Denali (6190 m)
- 1997 Aconcagua (6961 m)
- 2000 Ama Dablam (6812 m)